# Anastasija Prodan
Anastasija Prodan (ukr. Анастасія Продан; ur. 11 kwietnia 1987 r. w Mikołajowie) – ukraińska wioślarka.

## Osiągnięcia
- Mistrzostwa Świata Juniorów – Brandenburg 2005 – czwórka bez sternika – 7. miejsce[1].
- Mistrzostwa Świata U-23 – Račice 2009 – ósemka – 5. miejsce[1].
- Mistrzostwa Europy – Montemor-o-Velho 2010 – ósemka – 4. miejsce[1].